# Astrobunus grallator
Astrobunus grallator is een hooiwagen uit de familie Sclerosomatidae. De wetenschappelijke naam van Astrobunus grallator gaat terug op Eugène Simon.